# Around40 〜アラフォー〜
『Around40 〜アラフォー〜』（アラフォー）は、2009年10月1日にエスエムイーレコーズから発売されたオムニバス・アルバム。

## 収録曲
1. M / PRINCESS PRINCESS (4:34)
  - 作詞：富田京子　作曲：奥居香
  - 連続テレビ小説『だんだん』イメージソング
2. My Revolution / 渡辺美里 (4:23)
  - 作詞：川村真澄　作曲：小室哲哉　編曲：大村雅朗
  - TBS系テレビドラマ『セーラー服通り』主題歌
3. 赤いスイートピー / 松田聖子 (3:38)
  - 作詞：松本隆　作曲：呉田軽穂　編曲：松任谷正隆
4. Hold On Me (Original Version) / 小比類巻かほる (4:45)
  - 作詞：麻生圭子　作曲：大内義昭　編曲：土屋昌巳
  - 日本テレビ系ドラマ『結婚物語』主題歌
5. 翼の折れたエンジェル / 中村あゆみ (4:31)
  - 作詞・作曲・編曲：高橋研
  - 日清食品 「カップヌードル」CMソング
6. フレンズ / レベッカ (4:34)
  - 作詞：NOKKO　作曲：土橋安騎夫　編曲：レベッカ
  - 日本テレビ系ドラマ『ハーフポテトな俺たち』エンディングテーマ
7. SOMEDAY / 佐野元春 (5:20)
  - 作詞・作曲・編曲：佐野元春　ストリングアレンジ：大村雅朗
  - JR東海「ファイト!エクスプレス」CMソング（1990年）
8. 片想い / 浜田省吾 (4:47)
  - 作詞・作曲：浜田省吾　編曲：佐藤準
  - 1983年発売セルフカバー・アルバム『Sand Castle』バージョンで収録。
9. Missing / 久保田利伸 (4:54)
  - 作詞・作曲：久保田利伸　編曲：杉山卓夫
  - 1989年発売ベスト・アルバム『THE BADDEST』バージョンで収録。
10. 足音 / 槇原敬之 (4:59)
  - 作詞・作曲・編曲：槇原敬之
  - ジョージア提供長野オリンピック聖火リレー公式応援ソング
11. 誰より好きなのに / 古内東子 (4:40)
  - 作詞・作曲：古内東子　編曲：小松秀行
  - YTV・NTV系ドラマ『俺たちに気をつけろ。』挿入歌
12. オリビアを聴きながら / 杏里 (4:36)
  - 作詞・作曲：尾崎亜美　編曲：瀬尾一三
13. ただ泣きたくなるの / 中山美穂 (5:00)
  - 作詞：中山美穂　作曲：国分友里恵　編曲：岩本正樹
  - TBS系ドラマ『もしも願いが叶うなら』主題歌
14. TOMORROW / 岡本真夜 (4:45)
  - 作詞：岡本真夜・真名杏樹　作曲：岡本真夜　編曲：十川知司
  - TBS系ドラマ『セカンド・チャンス』主題歌
15. PIECE OF MY WISH / 今井美樹 (5:34)
  - 作詞：岩里祐穂　作曲：上田知華　編曲：佐藤準
  - TBS系ドラマ『あしたがあるから』エンディングテーマ